# Idiolispa obfuscator
Idiolispa obfuscator är en stekelart som först beskrevs av Charles Joseph de Villers 1789.  Idiolispa obfuscator ingår i släktet Idiolispa och familjen brokparasitsteklar. Arten är reproducerande i Sverige. Inga underarter finns listade i Catalogue of Life.